# グラインドボーン音楽祭

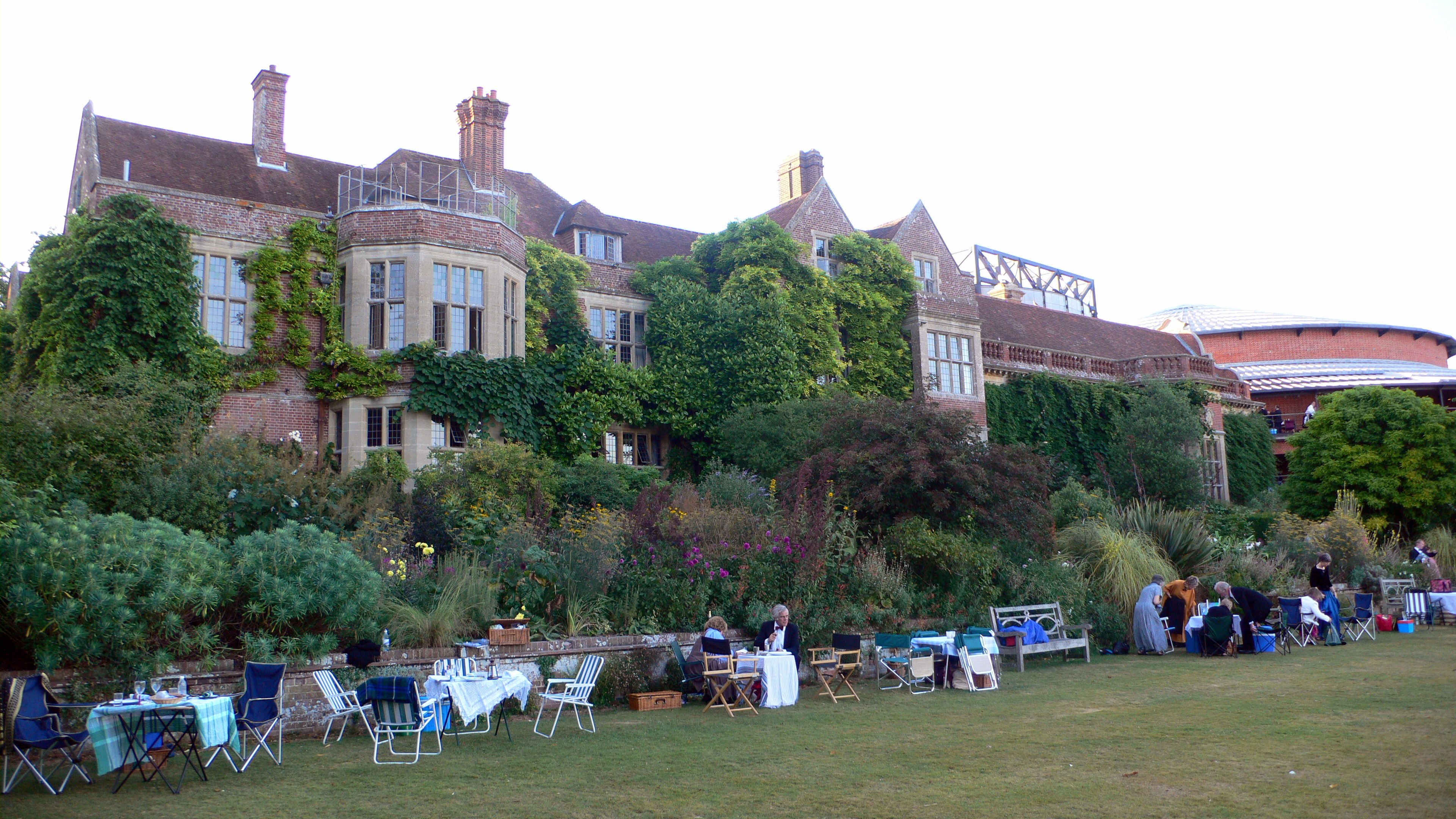
グラインドボーン・ハウス（右は新劇場）

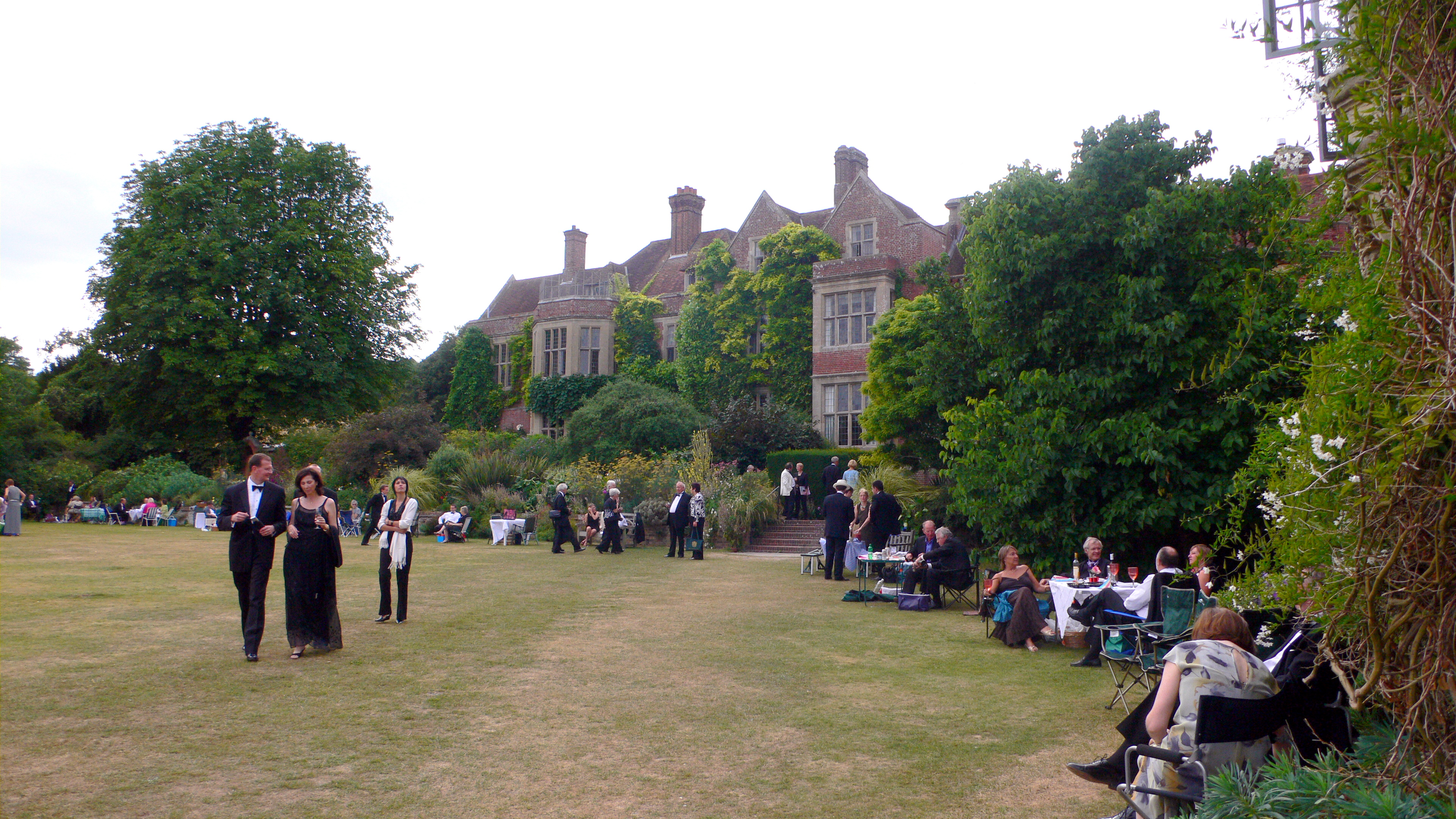
グラインドボーン・ハウス

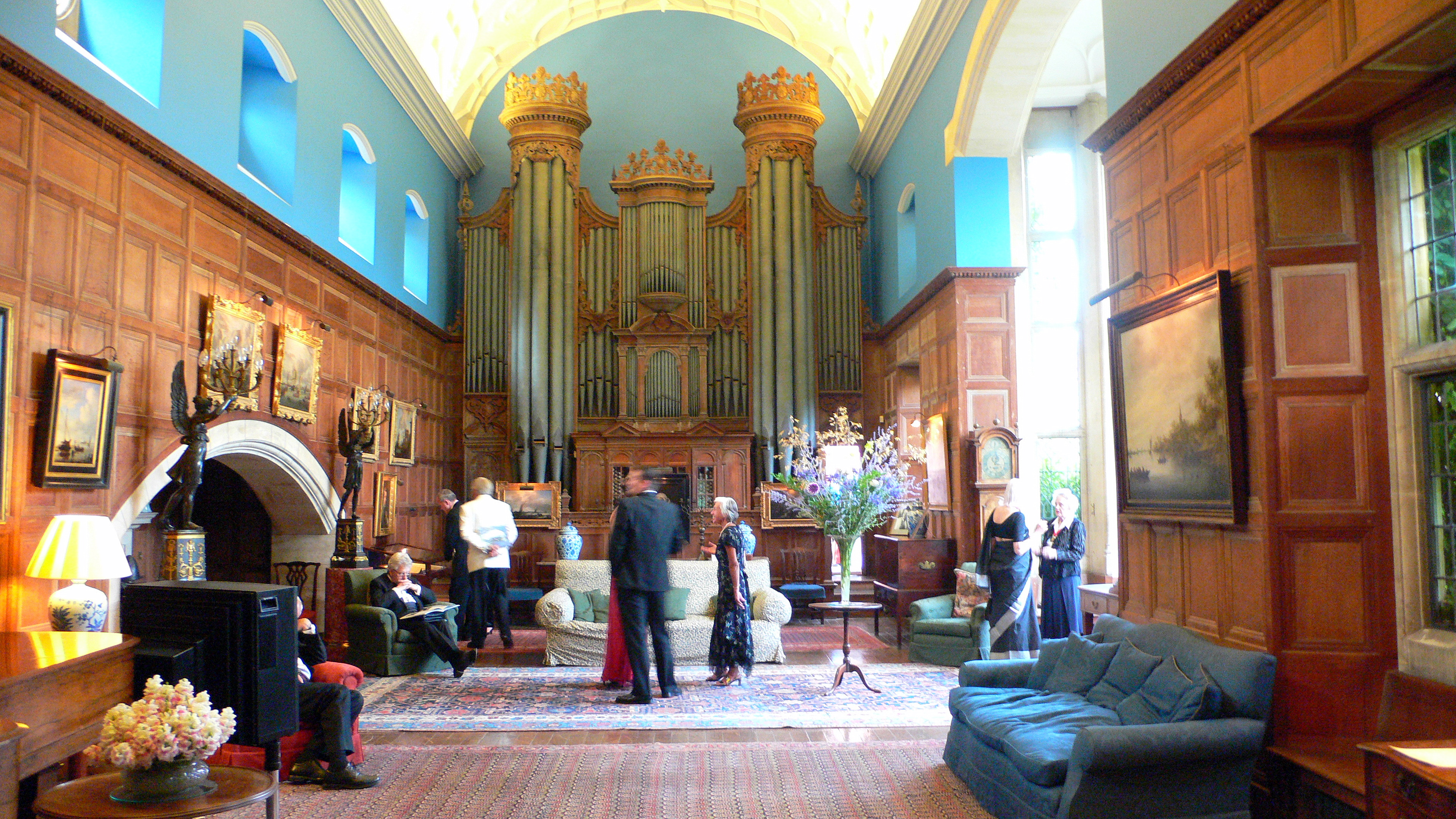
グラインドボーン・ハウスの内部

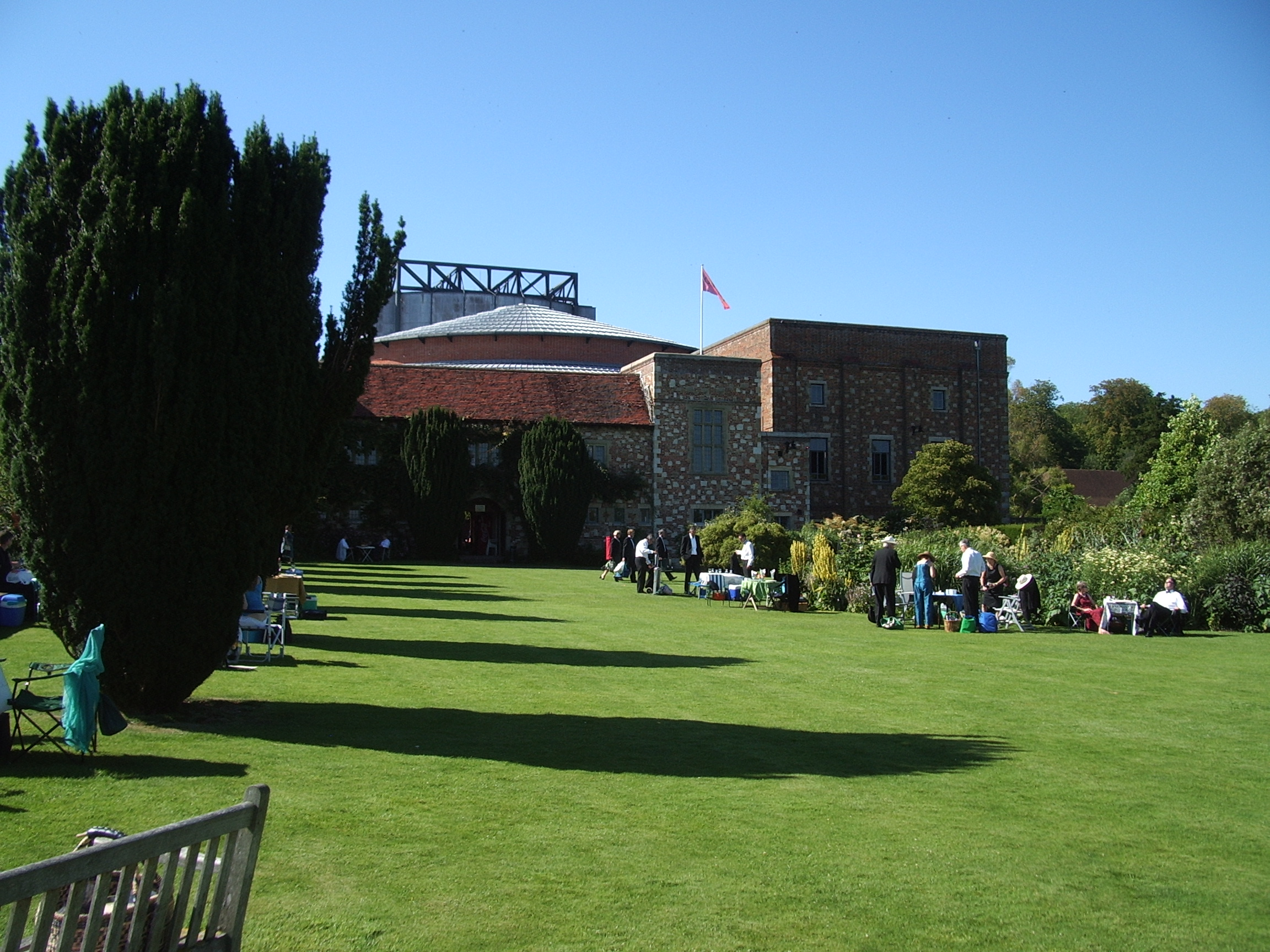
新劇場

グラインドボーン音楽祭（Glyndebourne Festival Opera）は、イギリスのイースト・サセックス州ルイス近郊のカントリー・ハウスであるグラインドボーンで開かれるオペラ音楽祭。

## 来歴
1934年に資産家のジョン・クリスティによって創設され、改装工事があった1993年を除いて毎年開かれている。クリスティ家が代々主催に当たり、音楽祭委員長の職はジョンから子のジョージ、孫のガスに受け継がれている。
特にモーツァルトのオペラが有名で、過去の録音が再発売されている。他のレパートリーにはゲオルク・フリードリヒ・ヘンデルやレオシュ・ヤナーチェクのオペラなどがある。また1980年代にトレヴァー・ナンが演出したジョージ・ガーシュウィンの『ポーギーとベス』は評価が高い。2009年にはヘンリー・パーセル生誕350周年記念として『妖精の女王』が上演された。
レジデント・オーケストラはロンドン・フィルハーモニー管弦楽団で、準レジデント・オーケストラはエイジ・オブ・インライトゥメント管弦楽団である。2001年から2013年の音楽監督はウラディーミル・ユロフスキであったが、現在の音楽監督は2014年よりロビン・ティチアーティが務めている。
観客の多くはロンドンからやって来ており、ロンドン市民の夏の楽しみとなっている。公演はロンドン市民が昼食後に来ることができるように午後から開始され、終演時間も最終列車の時間に合わせられている。また幕間が長く、その間に敷地の芝生でのピクニックやレストランでのディナーを楽しむことができる。舞台、客席ともに非常にこぢんまりしており、歌劇場では味わえない親密さが大きな売りでもあるが、ビゼーやヴァーグナーのような、本来スケール感が要求されるような演目も果敢に上演している。

## グラインドボーン・レーベル
2008年、ライブ録音を発売するために「グラインドボーン・レーベル」が設立された。モーツァルトの『イドメネオ』やアントニン・ドヴォルザークの『ルサルカ』などが発売されている。映画館での上映やインターネットでのライブストリーミングの展開も行っている。

## 音楽監督
- フリッツ・ブッシュ（1934 - 1951）
- ヴィットリオ・グイ（1952 - 1963）
- ジョン・プリッチャード（1964 - 1977）
- ベルナルト・ハイティンク（1978 - 1988）
- アンドルー・デイヴィス（1988 - 2000）
- ウラディーミル・ユロフスキ（2001 - 2014）
- ロビン・ティチアーティ(2014-)